# Mycetophila bruchi
Mycetophila bruchi är en tvåvingeart som beskrevs av Duret 1981. Mycetophila bruchi ingår i släktet Mycetophila och familjen svampmyggor. Inga underarter finns listade i Catalogue of Life.